# Csapó I. József
Csapó I. József (Kézdivásárhely, 1938. május 8. –) magyar mezőgazdasági szakíró. Csapó M. József fia.

## Életpályája
Közép- és főiskolai tanulmányait Kolozsvárt végezte, 1961-ben szerzett mérnöki diplomát, 1970-ben a mezőgazdasági tudományok doktora lett. Előbb Bihar megyében dolgozott mint agrármérnök, majd a Dr. Petru Groza Mezőgazdasági Intézetben mint ösztöndíjas. 1970-től a nagyváradi Fáklya rovatvezetője, s ugyanott a Talajtani és Agrokémiai Hivatal osztályvezetője volt, 1977-től az Előre főmunkatársa. Szakdolgozataiban román nyelven a növényi biokémia, táplálkozás és a talajtan kérdéskörével foglalkozott. Magyar nyelvű ismeretterjesztő írásai a Fáklya, A Hét, a Bihari Napló és az Előre hasábjain jelentek meg. Társszerzője volt a Talaj és termelés című kötetnek (Csapó M. Józseffel, 1980). Szerzője A romániai magyarság – autonóm nemzeti közösség című kötetnek (EMK, Székelyudvarhely, 2002, Erdélyi Magyar Kezdeményezés RMDSZ-platform). 1990 és 1992 között a Romániai Magyar Demokrata Szövetség jelöltjeként a román képviselőház, majd 2000-ig a szenátus tagja. A Székely Nemzeti Tanács első elnöke volt 2003–2006-ig. 2006 októberében mondott le ezen tisztségéről.